# Yoshisada Sakaguchi
Pour les articles homonymes, voir Sakaguchi.
Yoshisada Sakaguchi (坂口 芳貞, Sakaguchi Yoshisada), né le 2 octobre 1939 à la préfecture de Tokyo et mort le 13 février 2020 à Tokyo, est un acteur et doubleur japonais. Il était professeur à l'université Oberlin et était affilié à Bungakuza.

## Filmographie

### Drame télévisé
- Katsu Kaishū (????) (Emon Sensa Gunji)
- Kōmyō ga tsuji (????) (chef de village)
- Tobu ga Gotoku (????) (Yūtoku Seki)
- Aoi Tokugawa Sandai (2000) (Kazu'uji Nakamura)

### Film
- Nasu, un été andalou (2003)
- Portrait of Brothers (2019)

### Pièce de théâtre
- Tōkyō Genshikaku Club (????) (Hikojirō Ōkubo)

### Animation télévisuelle
- Alexander Senki (????) (Philippe II de Macédoine)
- Mushishi (????) (Mujika)

### OAV
- Appleseed (????) (Briareos Hecatonchires)

### Film d'animation
- Jin-Roh, la brigade des loups (1999) (Hachiroh Tohbe)
- Phantom Blood (2007) (Tonpetty)

### Jeux vidéo
- Les Chroniques de la guerre de Lodoss (????) (Ghim)
- Sakura Wars 3 ~Pari ha Mo Eteiroku~ (????) (Leon)

### Doublage de rôles

#### Action en direct
- Morgan Freeman
  - Robin des Bois, prince des voleurs (Azeem)
  - Impitoyable (Ned Logan)
  - Les Évadés (Édition TBS, 1997) (Red)
  - Alerte ! (Général de brigade Billy Ford)
  - Seven (l'inspecteur William Somerset)
  - Le Collectionneur (Alex Cross)
  - Suspicion (capitaine Victor Benezet)
  - Le Masque de l'araignée (Alex Cross)
  - Crimes et Pouvoir (Charlie Grimes)
  - La Somme de toutes les peurs (William Cabot)
  - Million Dollar Baby (Eddie « Scrap-Iron » Dupris)
  - Danny the Dog (Sam)
  - Batman Begins (Édition Nippon TV, 2007) (Lucius Fox)
  - Edison (Moses Ashford)
  - Sans plus attendre (Carter Chambers)
  - Gone Baby Gone (capitaine Jack Doyle)[2]
  - The Dark Knight : Le Chevalier noir (Édition TV Asahi, 2012) (Lucius Fox)
  - Wanted : Choisis ton destin (Sloan)[3],[4]
  - Invictus (Nelson Mandela)
  - The Code (Keith Ripley)
  - RED (Joe Matheson)
  - Last Vegas (Archibald « Archie » Clayton)
  - Insaisissables (Thaddeus Bradley)
  - Oblivion (Malcolm Beech)[5]
  - La Chute de la Maison-Blanche (Allan Trumbull)[6]
  - Lucy (Professeur Samuel Norman)
  - Transcendence (Joseph Tagger)[7]
  - L'Honneur des guerriers (Bartok)
  - Ted 2 (Patrick Meighan)[8]
  - La Chute de Londres (Allan Trumbull)
  - Insaisissables 2 (Thaddeus Bradley)
  - Braquage à l'ancienne (Willie Davis)[9]
  - Casse-Noisette et les Quatre Royaumes (Drosselmeyer)[10]

- Hercule Poirot (Inspecteur Japp)
- Les Naufragés du 747 (Édition TV Asahi, 1987) (Martin Wallace (Christopher Lee)
- Armageddon (Édition Fuji TV, 2002) (narrateur (Charlton Heston)
- Christine (Édition TV Asahi, 1990) (Will Darnell (Robert Prosky)
- Le Monde de Narnia : L'Odyssée du Passeur d'Aurore (Seigneur Bern (Terry Norris)[11]
- Commando (Édition TV Asahi, 1989) (Cooke (Bill Duke)
- Conan le Barbare (Édition TV Asahi, 1989) (Thulsa Doom (James Earl Jones)
- Da Vinci Code (Sir Leigh Teabing (Ian McKellen)
- Deep Impact (Capitaine Spurgeon « Fish » Tanner (Robert Duvall)[12]
- Piège de cristal (Édition TV Asahi, 1990) (sergent Al Powell) (Reginald VelJohnson)
- Une journée en enfer (Inspecteur Walter Cobb (Larry Bryggman)
- Docteur Doogie (Docteur David Howser (James B. Sikking)
- Get Shorty (Harry Zimm (Gene Hackman)[13]
- Gladiator (Édition TV Asahi, 2003) (Antonius Proximo (Oliver Reed)
- Chair de poule (Narrateur d'ouverture (R.L. Stine)
  - Chair de poule, le film (Monsieur Black (R.L. Stine)
- Match retour (Louis « Lightning » Conlon (Alan Arkin)[14]
- Chasse à l'homme (Emil Fouchon (Lance Henriksen)[15]
- Hugo Cabret (Georges Méliès / Papa Georges (Ben Kingsley)[16]
- Le Cinquième Élément (Édition Video/DVD) (général Munro (Brion James)
- Diversion (Bucky Spurgeon/Owens) (Gerald McRaney)[17]
- Indiana Jones et la Dernière Croisade (Édition TV Asahi, 1998) (professeur Henry Jones (Sean Connery)
- Indiana Jones et le Temple maudit (Mola Ram) (Amrish Puri)
- Le Dernier Samaritain (Édition Fuji TV, 1995) (Sheldon « Shelly » Marcone (Noble Willingham)
- Lawrence d'Arabie (Auda ibu Tayi (Anthony Quinn)[18]
- Léon (Tony (Danny Aiello)[19]
- Lettres à Juliette (Lorenzo Bartolini (Franco Nero)[20]
- L'Homme de l'Atlantide (C.W. Crawford)
- Men in Black 2 (Agent K (Tommy Lee Jones)[21]
- Munich (Hans (Hanns Zischler)[22]
- La Nuit au musée (Reginald)
- La Nuit au musée : Le Secret des Pharaons (Reginald (Bill Cobbs)
- Aux portes du cauchemar (narrateur (R. L. Stine))
- Passeur d'hommes (Alain Renoudot (Michael Lonsdale)[23]
- L'Aventure du Poséidon (Édition TV Asahi, 1991) (sergent Mike Rogo)
- Les Contes d'Avonlea (Clive Pettibone)
- Rock (Édition TV Asahi, 2000) (capitaine John Patrick Mason (Sean Connery)
- Roméo + Juliette (Père Lawrence (Pete Postlethwaite)[24]
- Les Nuits rouges de Harlem (John Shaft (Richard Roundtree)
- Shutter Island (Docteur Jeremiah Naehring (Max von Sydow)[25]
- Star Wars, épisode I : La Menace fantôme (Darth Sidious (Ian McDiarmid)[26]
- Star Wars, épisode IV : Un nouvel espoir (Édition Nippon TV, 1985) (Darth Vader)
- Les Incorruptibles (Jimmy Malone (Sean Connery)[27]

#### Animation
- Moi, moche et méchant 3 (Silas Ramsbottom)
- Fly Me to the Moon (Amos McFly)[28]
- Le Petit Prince (le roi)